# Palliatus binus
Palliatus binus is een microscopische parasiet uit de familie Sphaerosporidae. Palliatus binus werd in 2003 beschreven door Aseeva. 